# Morrisville (Vermont)
Morrisville è un villaggio a Morristown, nella Contea di Lamoille, in Vermont negli Stati Uniti, .
A partire dal censimento del 2010, la popolazione del villaggio era di 1.958. Morrisville ha due country club, un ospedale, una scuola con architettura greca e un aeroporto. L'ospedale e uno dei country club prendono il nome da Alexander Copley , un filantropo che donò gran parte del denaro per la loro costruzione. Copley ha anche donato una grossa somma di denaro per la costruzione del liceo della città che attualmente si chiama Peoples Academy.

## Geografia fisica
Secondo lo United States Census Bureau, il villaggio ha una superficie totale di 5,0 miglia quadrate (5,0 km²), di cui 1,9 miglia quadrate (4,9 km²) sono terra e 0,04 miglia quadrate (0,1 km²) (2,08%) è acqua.

### Clima
Questa regione climatica è caratterizzata da grandi differenze di temperatura stagionale, con estati da calde a calde (e spesso umide) e inverni freddi (a volte molto freddi). Secondo il sistema di classificazione climatica di Köppen , Morrisville ha un clima continentale umido , abbreviato "Dfb" sulle mappe climatiche.

## Monumenti e luoghi d'interesse
- La società storica di Morrisville
- Deposito di Morrisville

## Società

### Evoluzione demografica
Popolazione storica
Censimento	Pop.		% ±
1900	1.262		-
1910	1.445		14,5%
1920	1.707		18,1%
1930	1.822		6,7%
1940	1.967		8,0%
1950	1.995		1,4%
1960	2.047		2,6%
1970	2.116		3,4%
1980	2.074		-2,0%
1990	1.984		-4,3%
2000	2.009		1,3%
2010	1.958		-2,5%
2018	2.054		4,9%

#### Censimento decennale degli Stati Uniti
Popolazione di 1.977 persone nel 2011. A partire dal censimento del 2000, 860 famiglie e 459 famiglie residenti nel villaggio. La densità di popolazione era di 1.069,7 persone per miglio quadrato (412,6 / km²). C'erano 909 unità abitative con una densità media di 484,0 / sq mi (186,7 / km²). Il trucco razziale del villaggio era il 96,96% di bianchi , lo 0,75% di afroamericani , lo 0,35% di nativi americani , lo 0,90% di asiatici , lo 0,15% di altre razze e lo 0,90% di due o più razze. Ispanici o latini di qualsiasi razza erano lo 0,70% della popolazione.
Vi erano 860 famiglie, di cui il 26,6% aveva figli di età inferiore ai 18 anni che vivevano con loro, il 35,8% erano coppie sposate che vivevano insieme, il 14,4% aveva una donna di famiglia senza marito presente e il 46,6% era di non famiglie. Di tutte le famiglie il 36,9% era costituito da individui e il 16,0% aveva una persona che viveva da sola di età pari o superiore a 65 anni. La dimensione media della famiglia era 2,19 e la dimensione media della famiglia era 2,90.
Nel villaggio la popolazione era sparsa con il 21,8% di età inferiore ai 18 anni, il 7,9% da 18 a 24 anni, il 25,3% da 25 a 44 anni, il 22,6% da 45 a 64 anni e il 22,4% di età pari o superiore a 65 anni. L'età media era di 42 anni. Per ogni 100 femmine, c'erano 81,3 maschi. Per ogni 100 femmine di età pari o superiore a 18 anni, c'erano 73,4 maschi. Il reddito medio per una famiglia nel villaggio era $ 27.969 e il reddito medio per una famiglia era $ 37.697. I maschi avevano un reddito medio di $ 26.542 contro $ 19.828 per le femmine. Il reddito pro capite per il villaggio era $ 15.446. Circa il 9,9% delle famiglie e il 14,1% della popolazione erano al di sotto della soglia di povertà, tra cui il 18,9% di quelli di età inferiore ai 18 anni e l'11,2% di quelli di età pari o superiore a 65 anni.

## Cultura

### Istruzione
- Morrisville Elementary School
- Middle's Academy del popolo
- Peoples Academy High School
- Bishop Marshall School — Una scuola privata cattolica che accetta famiglie di tutte le fedi
- Community College of Vermont

## Sport
I Vermont Wild della Federal Hockey League hanno giocato nella Green Mountain Arena di Morrisville, durante la stagione 2011-12; hanno tuttavia sospeso le operazioni dopo poche settimane a causa del basso numero di spettatori. The Wild è stata la prima squadra di hockey professionistica a giocare nel Vermont.